# Hermonassa dispiloides
Hermonassa dispiloides är en fjärilsart som beskrevs av Charles Boursin. Hermonassa dispiloides ingår i släktet Hermonassa och familjen nattflyn. Inga underarter finns listade i Catalogue of Life.